# Sublim Porta

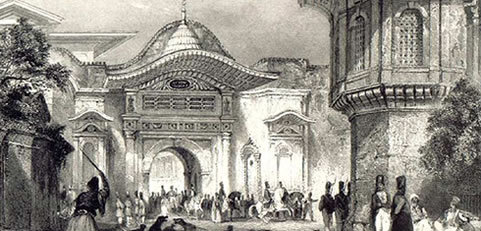
La Sublim Porta a l'època de l'Imperi Otomà.

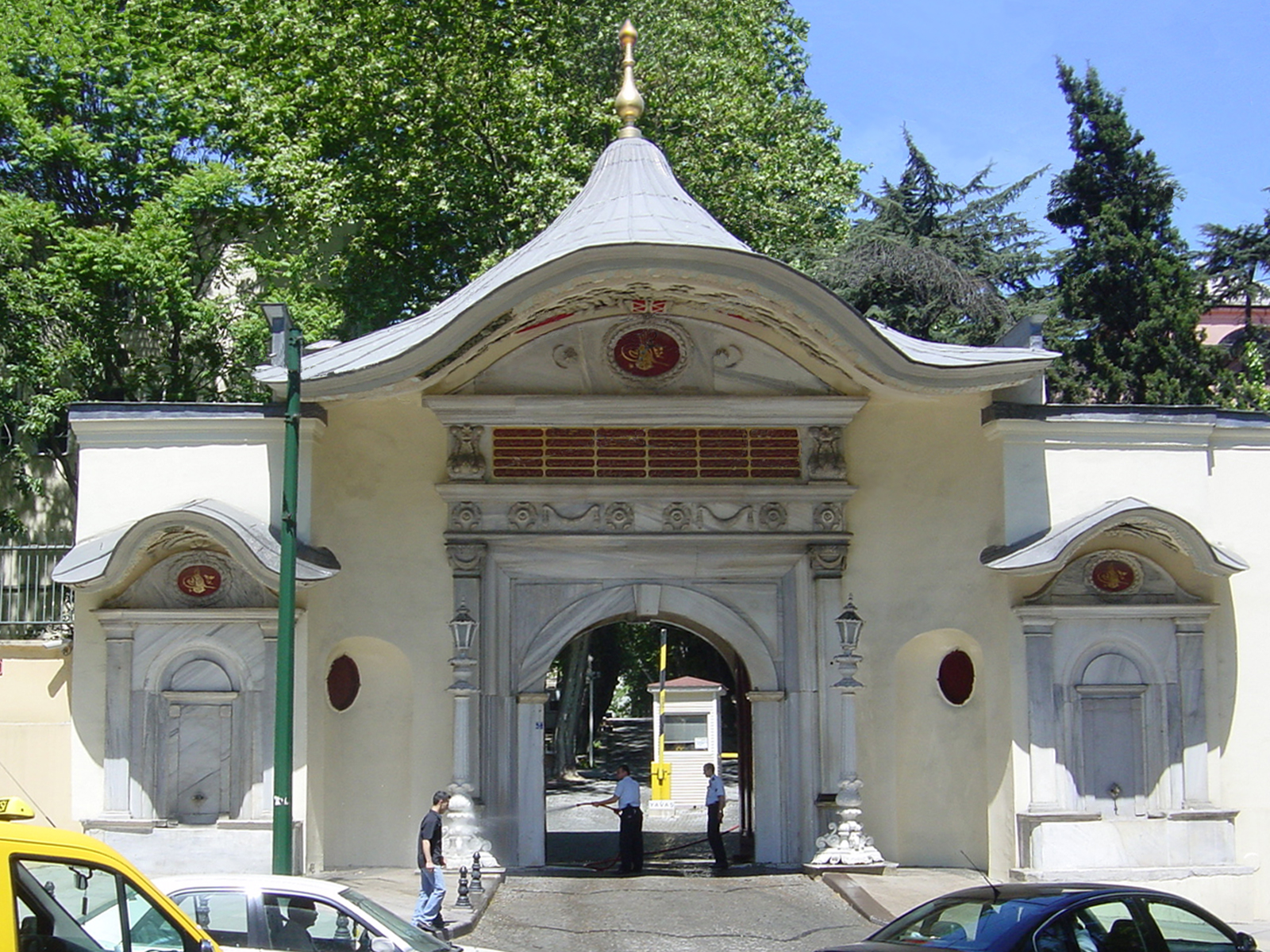
La Sublim Porta el 2006.

La Sublim Porta (turc otomà: باب عالی, Bâb-ı Âli o Babıali, de l'àrab باب, bāb, 'porta' i de l'àrab عالي, ʿālī, 'alt') era el departament i residència del gran visir otomà, originalment anomenat Paixà Kapusu o Vezir Kapusu (de kapu, 'porta' en turc). Llavors el palau imperial era el Babialí. Aquest nom es va imposar en el segle xviii després de la pau de Passarowitz, i abans s'aplicava més aviat als palaus del soldà o al Diwan-i Humayun.
Sovint, la cort, el palau o el govern d'un sobirà era anomenat Porta o Sol, i així es deia entre els sassànides, a l'Egipte faraònic, al regne d'Israel i al Japó. Els turcs van recollir aquest costum i van anomenar el govern mòbil del gran visir com Ali Kapu; aviat el govern va tenir caràcter estable a Istanbul (fins aleshores residia a Adrianòpolis o Edirne) i llavors es va dir «Sublim Porta» sota el gran visir Nevşehirli Damat İbrahim Paşa, el 1718.
En l'Imperi Otomà, parlar de «la Porta» és equivalent a parlar del govern. La Sublim Porta incloïa, a més de les dependències del gran visir, el Ministeri de l'Interior, els despatxos del Ketkhuda Bey, el d'Afers Exteriors, els serveis del rais ul-küttab o cap de secretaris, el Consell d'Estat i un parell de comissions.
L'edifici en què es desenvolupaven les funcions va servir com a seu de la delegació a Istanbul del govern provisional d'Ankara, el 1922, i després va ser la seu del govern de la wilaya d'Istanbul.